# José Soleibe Arbeláez
José Soleibe Arbeláez (* 17. November 1938 in Cartago) ist ein kolumbianischer Geistlicher und emeritierter Bischof von Caldas.

## Leben
José Soleibe Arbeláez empfing am 21. September 1963 die Priesterweihe für das Erzbistum Cartagena.
Papst Johannes Paul II. ernannte ihn am 19. Juli 1999 zum Weihbischof in Cali und Titularbischof von Sullectum. Die Bischofsweihe spendete ihm der Erzbischof von Cali, Isaías Duarte Cancino, am 8. September desselben Jahres; Mitkonsekratoren waren Héctor Luis Gutiérrez Pabón, Bischof von Chiquinquirá, und Edgar de Jesús García Gil, Weihbischof in Cali.
Am 6. Dezember 2002 wurde er zum Bischof von Caldas ernannt.
Papst Franziskus nahm am 28. Januar 2015 seinen altersbedingten Rücktritt an.